# Elvin Astanov
Elvin Astanov (5 de julio de 1979) es un deportista azerbaiyano que compite en atletismo adaptado. Ganó una medalla de oro en los Juegos Paralímpicos de Tokio 2020 en la prueba de lanzamiento de peso (clase F53).

## Biografía
Elvin Astanov nació el 5 de julio de 1979 en el raión de Kapan.
En junio de 2021, con una puntuación de 8,23, ganó el Campeonato de Europa de lanzamiento de peso en la ciudad polaca de Bydgoszcz.
En agosto de 2021, en los Juegos Paralímpicos de Tokio 2020, Elvin Astanov ganó una medalla de oro en lanzamiento de peso.
Por orden del presidente de la República de Azerbaiyán, Ilham Aliyev, Elvin Astanov recibió la Orden Shohrat por sus grandes logros en los Juegos Paralímpicos de Tokio 2020 y sus servicios en el desarrollo del deporte azerbaiyano.

## Palmarés internacional
| Juegos Paralímpicos | Juegos Paralímpicos | Juegos Paralímpicos | Juegos Paralímpicos |
| Año                 | Lugar               | Medalla             | Prueba              |
| ------------------- | ------------------- | ------------------- | ------------------- |
| 2020                | Tokio (Japón)       | Medalla de oro      | Peso F53            |